# Gare de Villefranche-de-Lauragais
Pour les articles homonymes, voir Gare de Villefranche.
La gare de Villefranche-de-Lauragais est une gare ferroviaire française de la ligne de Bordeaux-Saint-Jean à Sète-Ville, située à proximité du centre-ville de Villefranche-de-Lauragais, dans le département de Haute-Garonne, en région Occitanie.
Elle est mise en service en 1857, par la Compagnie des chemins de fer du Midi et du Canal latéral à la Garonne. C'est une gare de la Société nationale des chemins de fer français (SNCF), desservie par des trains TER Occitanie circulant sur l'axe Toulouse - Narbonne - Perpignan.

## Situation ferroviaire
Établie à 176 m d'altitude, la gare de Villefranche-de-Lauragais est située au point kilométrique (PK) 289,287 de la ligne de Bordeaux-Saint-Jean à Sète-Ville, entre les gares ouvertes de Villenouvelle et de Avignonet.

## Histoire
La Compagnie des chemins de fer du Midi et du Canal latéral à la Garonne met en service la section de Toulouse à Béziers et la gare de Villefranche du Lauragais le 22 avril 1857.

## Fréquentation
En 2014, selon les estimations de la SNCF, la fréquentation annuelle de la gare est de 222 507 voyageurs.
De 2015 à 2023, selon les estimations de la SNCF, la fréquentation annuelle de la gare s'élève aux nombres indiqués dans le tableau ci-dessous :
| Année                      | 2015    | 2016    | 2017    | 2018    | 2019    | 2020    | 2021    | 2022    | 2023    |
| -------------------------- | ------- | ------- | ------- | ------- | ------- | ------- | ------- | ------- | ------- |
| Voyageurs seuls            | 219 910 | 220 875 | 222 552 | 176 308 | 226 072 | 184 399 | 225 991 | 263 590 | 284 802 |
| Voyageurs et non voyageurs | 274 888 | 276 094 | 278 190 | 220 386 | 282 591 | 230 499 | 282 489 | 329 487 | 356 003 |

## Service des voyageurs

### Accueil
Gare SNCF, elle dispose d'un bâtiment voyageurs, avec guichet, ouvert du lundi au samedi et fermé les dimanches et jours fériés. Elle est équipée d'automates pour l'achat de titres de transport.

### Desserte
Villefranche-de-Lauragais est desservie par des trains régionaux TER Occitanie qui effectuent des missions sur les axes : 
- Toulouse-Matabiau - Carcassonne - Narbonne, à raison d'un à deux trains par heure aux heures de pointe, et d'un train par heure aux heures creuses. Le temps de trajet est d'environ 30 à 35 minutes depuis Toulouse-Matabiau, et d'environ 1 heure 5 à 1 heure 10 depuis Narbonne.
- Toulouse-Matabiau - Perpignan, à raison d'un train toutes les 2 heures. Le temps de trajet est d'environ 30 à 35 minutes depuis Toulouse-Matabiau, et d'environ 2 heures 5 minutes depuis Perpignan. Certains trains sont prolongés au-delà de Perpignan jusqu'à Cerbère, voire Portbou le week-end.

### Intermodalité
Un parking pour les véhicules est aménagé. Elle est desservie par la ligne 350 du réseau liO.